# Electric Shock
Electric Shock è il secondo EP del gruppo musicale sudcoreano f(x), pubblicato il 10 giugno 2012 dalla SM Entertainment.

## Tracce
1. Electric Shock – 3:15
2. 제트별 (Jet) (Jet Star, Jeteu Byeol) – 3:21
3. 지그재그 (Zig Zag; Jigeu Jaegeu) – 3:46
4. Beautiful Stranger (f(Amber+Luna+Krystal)) – 4:06
5. Love Hate – 3:10
6. 훌쩍 (Let’s Try) (Huljjeok; Swept) – 3:32

## Classifiche

### Classifiche settimanali
| Classifica (2012) | Posizione massima |
| ----------------- | ----------------- |
| Corea del Sud     | 1                 |

### Classifiche di fine anno
| Classifica (2012) | Posizione |
| ----------------- | --------- |
| Corea del Sud     | 21        |